# Finala ATP 2023
Finala ATP 2023, cunoscută și sub numele de Turneul Campionilor 2023, a fost un turneu de tenis masculin care s-a jucat pe terenuri cu suprafață dură, în interior, la Pala Alpitour din Torino, Italia, în perioada 12-19 noiembrie 2023. A fost evenimentul care a încheiat sezonul 2023 și este destinat celor mai bine clasați jucători la simplu și la dublu.
Aceasta a fost cea de-a 54-a ediție a turneului (a 49-a la dublu), iar Torino a găzduit pentru a treia oară campionatele de final de an ATP Tour.

## Campioni

### Simplu
Pentru mai multe informații consultați ATP Finals 2023 – Simplu

### Dublu
Pentru mai multe informații consultați ATP Finals 2023 – Dublu

## Turneu
Pala Alpitour din Torino găzduiește cea de-a 54-a ediție a Turneului Campionilor la simplu și cea de-a 49a la dublu între 12 și 19 noiembrie 2023. Stadionul este cea mai mare arenă acoperită din Italia, cu o capacitate de tenis de până la 12.000 de oameni. Evenimentul este organizat de Asociația Profesioniștilor din Tenis  (ATP) ca punct culminant al Circuitului ATP 2023. Este turneul final al sezonului, urmat doar de finala Cupei Davis, turneu pe echipe. Compania japoneză Nitto Denko a devenit sponsorul principal pentru a șaptea oară.

## Format
Cei opt jucători care se califică pentru eveniment sunt împărțiți în două grupe de câte patru. În această etapă, jucătorii concurează într-un format round-robin (adică jucătorii joacă împotriva tuturor celorlalți jucători din grupa lor). Primii doi jucători cu cele mai bune rezultate din fiecare grupă se califică pentru semifinale, unde câștigătorii unei grupe se confruntă cu jucătorul de pe locul secund al celeilalte grupe. Această etapă, însă, este o etapă de eliminare. Competiția de dublu folosește același format.

## Jucători calificați

### Simplu
| # | Jucător            | Puncte | Dată calificare |
| - | ------------------ | ------ | --------------- |
| 1 | Novak Djokovic     | 9.945  | 19 august       |
| 2 | Carlos Alcaraz     | 8.455  | 17 iulie        |
| 3 | Daniil Medvedev    | 7.200  | 5 septembrie    |
| 4 | Jannik Sinner      | 5.490  | 7 octombrie     |
| 5 | Andrei Rubliov     | 4.805  | 26 octombrie    |
| 6 | Stefanos Tsitsipas | 4.235  | 2 noiembrie     |
| 7 | Alexander Zverev   | 3.585  | 3 noiembrie     |
| 8 | Holger Rune        | 3.460  | 3 noiembrie     |

### Dublu
| # | Jucători                                 | Puncte | Dată calificare |
| - | ---------------------------------------- | ------ | --------------- |
| 1 | Ivan Dodig Austin Krajicek               | 6.330  | 9 octombrie     |
| 2 | Wesley Koolhof Neal Skupski              | 6.060  | 9 octombrie     |
| 3 | Rohan Bopanna Matthew Ebden              | 5.990  | 14 octombrie    |
| 4 | Santiago González Édouard Roger-Vasselin | 5.610  | 2 noiembrie     |
| 5 | Marcel Granollers Horacio Zeballos       | 5.127  | 30 octombrie    |
| 6 | Rajeev Ram Joe Salisbury                 | 4.822  | 29 octombrie    |
| 7 | Máximo González Andrés Molteni           | 4.380  | 3 noiembrie     |
| 8 | Rinky Hijikata Jason Kubler              | 2.180  | 2 noiembrie     |